# クリヤ・マコト
クリヤ・マコトは日本のジャズピアニスト、キーボーディスト、作曲家、編曲家、音楽プロデューサー。高校卒業後に渡米。ウェストバージニア州立大学言語学部卒業。兵庫県神戸市生まれ。

## 略歴
ダチョウ倶楽部の上島竜兵は単なるクラスメイトというだけでなく、いつもつるんでいた3人グループの1人だった。米国留学中から演奏活動を開始。卒業後はピッツバーグ大学でジャズ史、インプロビゼーションの講師を務める傍ら、『チャック・マンジョーネ・グループ』などのメンバーとして全米各地をツアーを行うなどし、数々の米国アーティストとのパイプを築くとともにジャズの本場、アメリカで実力を認められる。
1990年に帰国しソロ活動を開始。その他純邦楽やクラシック演奏家、DJなどとのジャンルを超えたコラボレーションにも取り組み、作曲家、編曲家、音楽プロデューサーとしても活動。平井堅、伊東たけし、土岐麻子らに楽曲提供するほか、テレビ/ラジオ番組主題歌、映画音楽、CM音楽など幅広い活動をおこなっている。
『新世紀エヴァンゲリオン』のEDテーマ「FLY ME TO THE MOON」の演奏をきっかけに劇場版サウンドトラックにもレギュラーアーティストとして参加。1998年には、アニメーション・テーマのカバー・ジャズ・アルバムの先駆けとなった作品「ANTITHESIS」をリリースした。他に『BLEACH』など、鷺巣詩郎音楽監督作品に多数参加。自らも『NITABOH 仁太坊-津軽三味線始祖外聞』、『8月のシンフォニー -渋谷2002〜2003』、『富嶽百景〜遙かなる場所〜』などの作品で音楽を担当している。
近年はヨーロッパでの公演活動も多く、2004年10月パリのユネスコ大ホールで行われた「国際音楽の日」記念音楽祭では唯一のアジア人として選ばれた。2005年には15ヶ国共同で行われたパリのジャズ・フェスティバル「Jazzy Colors」他、ドイツ、イタリア、イギリス各国からの招聘演奏でも実績をあげている。
2006年、日豪交流年を記念したスペシャルユニット「ジャパン・オーストラリア・ジャズ・オーケストラ」のプロデューサーを担当。「東京JAZZ 2006」、「しまなみ音楽祭」へ出演するほか、オーストラリア3都市をツアー。また、ロンドン「City Of London Festival」、ケルン「Cologne Jazz Night」を始めとする、2度目のヨーロッパツアーを行う。
2007年にはモロッコ「Tanjazz Festival」に招聘され、それに伴う3度目の欧州ツアーを実施。2008年は自身がリーダーのブラジル系ジャズグループ「RHYTHMATRIX（リズマトリックス）」を率いて台湾の「Taichung Jazz Festival」に出演し熱狂的な歓迎をうける。
2010年には革命前年のエジプト「カイロ・ジャズフェスティバル」に出演して好評を博し、地元有力紙「アハラム・ウィークリー」文化欄一面にクリヤ・マコトの特集記事が掲載された。また、これに伴う4度目のヨーロッパツアーを実施。
2011年はアルバムデビュー20周年にあたり、記念アルバムをリリース。アメリカの国営放送局「Voice Of America」内のジャズサイト（インターネットラジオ）「Jazz Beat」でクリヤ・マコトの特集が組まれ、同アルバムが紹介された。また同年、5回目のヨーロッパツアーを敢行。ロンドンで開催された「スタインウェイ・フェスティバル」に出演するほか、ハンガリーのブダペストで東日本大震災被災地への義援金を募るチャリティーライブも行った。同ツアーでは、BBCラジオの収録も行われた。

## アルバム
- Latin Touch（2003年）：プロデューサー色を強く打ち出した作品。
- Paris To The Moon（2006年）：パリで録音したソロピアノ・ジャズ・アルバム。
- My music is Your music（2006年）：本格的ジャズ・ピアノ・トリオ・アルバム。
- RHYTHMATRIX（2009年）：豪華ヴォーカルゲスト陣を迎えたラテン×ジャズのハイブリッドアルバム。
- Art for Life（2011年）：akiko、NAOTO、Shiho、熊谷和徳、上妻宏光、小沼ようすけ、太田剣など、総勢27名のアーティストを迎えた、アルバムデビュー20周年記念作品。

## 演奏スタイル
正規の音楽教育は受けていない。日本で活動する多くの帰国ミュージシャンがアメリカ・ボストンの「バークリー音楽院」出身であるのに対し、クリヤ・マコトは音楽とは無関係な大学へ留学し卒業している。
1991年、日本でアルバム「The Baltimore Syndicate」、アメリカでアルバム「Always Your Friend」をリリース。この年が実質的ソロ・デビューである。その後も、在米時代の友人であるJames Genas(b)、Steve Wilson(sax)、Gary Thomas(sax)、Marvin "Smitty" Smith(ds)らと共演したアルバムを発表。先鋭的かつコンテンポラリーなスタイルが注目を集めた。
当初はアメリカ東海岸スタイルの正統派ジャズとみなされていたが、個性的なスタイルが突出し、アコースティック・ジャズで16ビートを多用するに至り、保守的ジャズファンからは「ジャズ離れ」とみなされた。その後ソウル、ヒップホップ・ミュージックへの傾倒から、ジャズ・ミュージシャンと言うよりはむしろプロデューサーとしての活動へシフト。ジャズ・センスを貫いたポップス、企画アルバム、映画音楽の制作などを行った。
1990年代後半には、アニメ「新世紀エヴァンゲリオン」の制作に関わったことから、アニメテーマをジャズ・アレンジした企画色の強いアルバム「ANTITHESIS」シリーズをリリース。
2004年にはパリのユネスコホールにて、久々にJonny Griffin(sax)、John Faddis(tp)、Billy Cobham(ds)、Abraham Laboriel(b)といったジャズの巨匠たちと共演。これをきっかけに、メインストリーム・ジャズへの回帰を強めた。
しかし元々、ジャンルに捕らわれない多彩な音楽性を持っており、ジャズ・ソウル・R&B・クラブ音楽まで米黒人系音楽の幅広く深い理解を背景に一つのスタイルに留まることなく、各方面の求めに応じて様々なスタイルを使い分けている。20周年記念アルバム「Art for Life」では、そんなクリヤの多才さを満喫できると同時に、様々なジャズのスタイルを体験することができる。
現在は様々なスタイルのユニットを複数運営し、メインストリーム・ユニット「クリヤ・マコト・ピアノ・トリオ」、ラテンジャズユニット「RHYTHMATRIX」でアルバムを制作。中堅アーティストと結成したニュージャズ・ユニット「TOKYO FREEDOM SOUL」、「クリヤ・マコト・グリーヴィートリオ」などでも活動中。

## レギュラー番組
- クリヤ・マコトのBeat on Jazz（木曜 21:30 - 22:00、KBS京都ラジオ、2010年1月6日 - ）　-「Common元気!（カモン元気!）」（2009/04/02-2009/12/31）の後番組。
- BS12歌謡ナイト jazzyなライブショー（2015年10月6日 - 、Twellv）

## 過去の出演番組
- 新春特番「朗読ピアノ」（2004年1月6日ほか　NHK BS2）
- 「東京JAZZ 2004」（2004年9月10日ほか　NHKハイビジョン）
- 「名曲リサイタル」（2005年7月16日ほか　NHK-FM）
- 「Session 505」（2005年8月28日ほか　NHK-FM）
- 「サンデー・クラシック・アワー」（2005年8月28日ほか　TOKYO FM）
- 「ニュースプラザ」（2005年12月25日ほか　TBSラジオ）
- 「ラジオ朝一番：日曜訪問」（2006年9月17日ほか　NHKラジオ第1放送）
- 「東京JAZZ 2006」（2006年10月1日ほか　NHKハイビジョン）
- 「スタイルカフェ」（2006年11月25日ほか　TOKYO FM）
- 「サンセットパーク」（2006年11月29日ほか　NHK-FM）
- 「週間シティー情報」（2007年1月20日ほか　NHK BS1）
- 「ANA World Air Current」（2007年2月3日ほか　J-WAVE）
- 「Session 2007」（2007年9月16日ほか　NHK-FM）
- 「サタデーホット・リクエスト」（2009年8月1日　NHK-FM）
- 「ニュースKOBE発」内「ジャズライブKOBE」（2009年9月18日ほか　NHK神戸放送局）
- 森谷威夫のお世話になります!!（2011年3月14日ほか　KBS京都ラジオ）
- 生中継 五山の送り火2011　あなたに送るメッセージ（2011年8月16日 19:30 -20:45　KBS京都テレビ）
- 「ニュースKOBE発」内「ジャズライブKOBE」（2011年9月9日　NHK神戸放送局）
- 「ジャズ・トゥナイト」（2011年11月19日　NHK FM）
- 「土曜日レディ」（2011年12月10日　NHK-FM放送）
- 「源流JAZZ」（2012年1月21日　テレ朝チャンネル）
- 「ニュースKOBE発」内「ジャズライブKOBE」（2012年3月9日　NHK神戸放送局）
- notallミュージックトークライブ『 6U 』（2020年1月22日、WALLOP）[2]

## 映画
- 「一遍上人」（2012年5月12日　カエルカフェ） - 神主 役